# Taizidang
Taizidang (chinesisch 太子党, Pinyin tàizǐdǎng, englisch Princelings – „Prinzlinge“) ist ein chinesischer Begriff für die  einflussreichen Nachfahren hochrangiger chinesischer Funktionäre der ersten und zweiten Generation, die in der Kommunistischen Partei Chinas (KPCh) wichtige Positionen einnehmen oder einnahmen. Im Deutschen sind sie zumeist als die „Prinzlinge“ bekannt, auch als Chinas „roter Adel“.

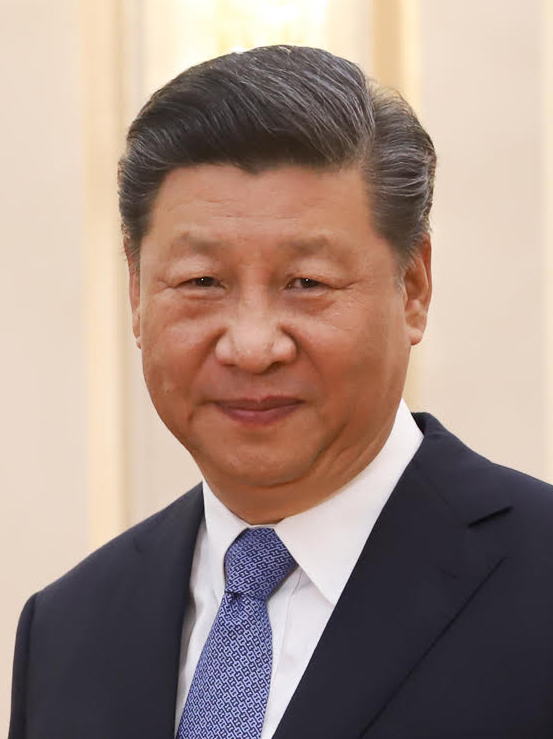
Xi Jinping (Sohn von Xi Zhongxun)

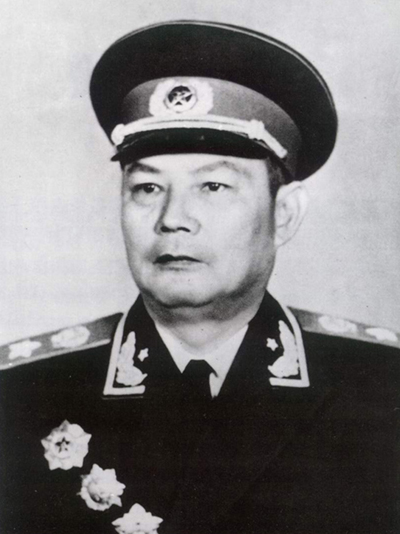
Ye Jianying (Vater von Ye Xuanning)

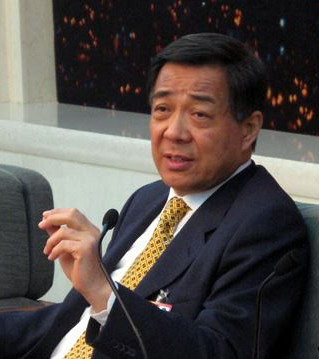
Bo Xilai (Sohn von Bo Yibo)

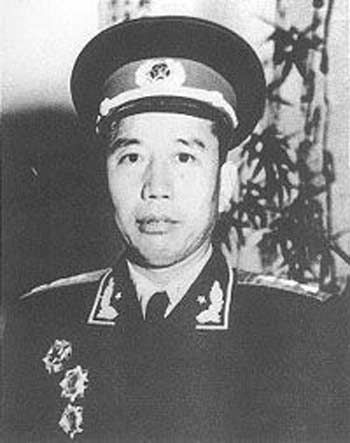
Wang Zhen (Vater von Wang Jun)

## Kurzeinführung
Diese Gruppe hat beträchtlichen Einfluss in der chinesischen Politik, Wirtschaft und Gesellschaft. Ihre Mitglieder haben Zugang zu Netzwerken und Ressourcen, die ihnen helfen, bedeutende Positionen zu erreichen. Diese entstandene Situation führt jedoch auch zu Kritik und Bedenken hinsichtlich Korruption und Vetternwirtschaft. Kritiker argumentieren, dass die Konzentration von Macht in den Händen einer kleinen, privilegierten Gruppe die sozialen Ungleichheiten verstärkt und den Zugang zu politischen und wirtschaftlichen Chancen für die breite Bevölkerung einschränkt.
Beispiele für ihren Einfluss in der Wirtschaft lassen sich daran erkennen, dass viele Mitglieder der Taizidang führende Positionen in großen staatlichen und privaten Unternehmen innehaben, insbesondere in Sektoren wie Finanzen, Immobilien und Technologie. In der Politik besetzen sie oft Schlüsselpositionen innerhalb der KPCh und der Regierung, was ihnen erlaubt, die politische Richtung und strategische Entscheidungen des Landes zu beeinflussen. In ihren Netzwerke nutzen die Mitglieder der Taizidang ihre Verbindungen, um sich gegenseitig zu unterstützen und ihre Macht und ihren Einfluss weiter zu konsolidieren.
Insgesamt bleiben die Taizidang ein mächtiges und manchmal umstrittenes Segment der chinesischen Elite, das die Dynamik der chinesischen Politik und Wirtschaft maßgeblich prägt.

## Persönlichkeiten
In der folgenden kurzen Auswahl werden einige der prominenten Vertreter der Taizidang und deren Hintergründe aufgelistet, sie erhebt keinen Anspruch auf Aktualität oder Vollständigkeit:
- Xi Jinping, der Generalsekretär der Kommunistischen Partei Chinas und Präsident der Volksrepublik China. Er ist der Sohn von Xi Zhongxun, einem revolutionären Veteranen und hochrangigen Parteifunktionär.
- Bo Xilai, der ehemalige Parteichef von Chongqing, später wegen Korruption und Machtmissbrauchs verurteilt. Er ist der Sohn von Bo Yibo, einem der "Acht Unsterblichen" der Kommunistischen Partei Chinas.
- Deng Pufang, der Vorsitzende des von ihm gegründeten Chinesischen Behindertenverbands. Er ist der Sohn von Deng Xiaoping, dem Architekten der Reform- und Öffnungspolitik.
- Chen Yuan, der ehemalige Vorsitzende der China Development Bank. Er ist der Sohn von Chen Yun, einem der Hauptarchitekten der chinesischen Wirtschaftspolitik nach der Gründung der Volksrepublik.
- Wang Jun, der ehemalige Vorsitzende der China Poly Group Corporation, einer der größten Militärunternehmen Chinas. Er ist der Sohn von Wang Zhen, einem der "Acht Unsterblichen" der Kommunistischen Partei Chinas.
- Ye Xuanning, ehemaliger Chef der Allgemeinen Politischen Abteilung/Verbindungsabteilung der PLA (GPD/LD), dem wichtigsten Kommando der PLA für die politische Kriegsführung, einflussreich in politischen, militärischen und wirtschaftlichen Kreisen. Er ist der Sohn von Ye Jianying, einem der zehn großen Marschälle[4] Chinas.
- Zhou Bingde, eine hochrangige Medienpersönlichkeit. Sie ist Nichte von Zhou Enlai, dem ersten Premierminister der Volksrepublik China.